# Наводнения в Монголии
Крупные наводнения в Монголии за последние 50 лет раз случались примерно 4 раза. Одно из самых крупных произошло в 2009 году. Вода в основном затопляет столицу - Улан-Батор, который расположен на реке Туул. Власти города неоднократно предупреждали жителей ряда столичных районов, которые ставят свои юрты в местах подтопления и селевых потоков, что они подвергают свою жизнь опасности, однако переселенцы, устремившиеся на заработки в Улан-Батор, продолжают заселять опасные для проживания районы города.
В другом исторически монгольском регионе - Внутренней Монголии - наводнения случаются гораздо чаще.

## История
Первое зафиксированное наводнение в Улан-Баторе датируется 1966 годом. Следующее крупное наводнение произошло в 1982 году.
В 2003 году, в результате проливных дождей, обрушившихся на Монголию, погибли 15 человек, свыше 100 семей остались без крова. Жертвами наводнения в основном оказались дети, которые были унесены потоками воды. По данным Государственной постоянной чрезвычайной комиссии, в монгольской столице в зоне наводнения оказалось свыше 300 семей. Были частично разрушены дамбы и защитные сооружения, часть дорог. Затоплены первые этажи зданий в центре города. Семьям погибших выделено по 500 тыс. тугриков, лишившимся крова выделены юрты.
В 2009 году произошло самое крупное наводнение за последние 40 лет. Сильные ливневые дожди затрудняли проведение спасательной операции, погибло около 26 человек, разрушены тысячи домов. В наибольшей степени от наводнения пострадали юрточные районы Улан-Батора, а также ряд районов аймака Говь-Алтай. В восстановительных работах участвовали военнослужащие национальной армии, студенты и добровольцы.

## Во Внутренней Монголии
Наводнения в исторически монгольском регионе, а ныне автономном районе КНР Внутренней Монголии, случаются гораздо чаще и имеют более разрушительные последствия. За последние 5 лет в наводнениях погибло почти 50 человек. Крупные наводнения произошло в 2011 году и 2013 году.
В 2011 году на район обрушились разрушительные ливни. Число их жертв составило около 22 человек и было эвакуировано более 50 тысяч человек. Наводнениями были затронуты районы проживания почти 2 миллиона человек в 70 уездах, пострадали 618,5 тысяч гектаров сельхозугодий и 71,3 тысяч жилых домов. Общий ущерб экономике региона оценивается в 4,45 миллиарда юаней.
В 2013 году происходили также проливные ливни, причем таких аномально высоких показателей по выпавшим осадкам в автономном регионе не было уже несколько лет. Наиболее сложная ситуация сложилась в северо-восточном городе Хулун-Буир, где проживает более 2 млн человек. Там подтоплены около 72 тыс. домов. Всего в ходе наводнения погибло около 26 человек, еще несколько человек погибло без вести.